# Khadira formosa
Khadira formosa là một loài bướm đêm trong họ Erebidae.